# Hans Balzli
Hans Otto Karl Balzli (auch Jean Balzli; * 1. Oktober 1893 in Rixingen, Lothringen; † 15. Dezember 1959 in Freiburg im Breisgau) war ein Schweizer Arzt und Homöopath.
Hans Balzli studierte Medizin an den Universitäten Straßburg und Leipzig und promovierte 1920 in Leipzig.
Er war „aktiver Anhänger der lebensreformerischen Vegetarismusbewegung und Verfasser vegetarischer Schriften“. Zudem befasste er sich medizinhistorischen Themen.

## Schriften
- Taschenbuch der homöopathischen Therapie: Vademecum für Aerzte. Hahnemannia, Stuttgart 1925.
- Medizinisches Taschenwörterbuch. Mit Berücksichtigung der Fachausdrücke der Homöopathie. J. Sonntag, Regensburg 1926.
- Kunst und Wissenschaft des Essens: Gesundheit und Volkswohlfahrt durch basische Ernährung. 2 Bände. Hahnemannia, Stuttgart 1928/1930.
- Vokabularien im Codex Salernitanus der Breslauer Stadtbibliothek (Nr. 1302) und in einer Münchener Handschrift (Lat. 4622) beide aus dem XII. Jahrhundert (= Studien zur Geschichte der Medizin. Band 21). Barth, Leipzig 1931 (Zugleich Dissertation, Universität Leipzig, 1920).
- Gastrosophie: Ein Brevier für Gaumen und Geist: Neue Wege zu Tafelfreude und Geselligkeit. Hädecke, Stuttgart 1931 und Weil der Stadt 2020, ISBN 978-3-7750-0800-6.
- Inulin-Gemüse: Neue Speisen für Zuckerkranke und für Gesunde. Müller, Zürich/Leipzig 1938.
- Kleine Soja-Fibel: Geschichte, Anbau und Verwertung einer einzigartigen Nutzpflanze. Müller, Zürich/Leipzig 1938.
- Friedrich Eduard Bilz, Hans Balzli: Natürliche Heilmethoden. Nachschlagebuch der naturgemässen Lebens- und Heilweise; mit einem ausklappbaren farbigen Plastikmodell des Menschen. Keyser, 1956.